# Adrienne Jeannet-Nicolet
Adrienne Jeannet-Nicolet, född 1891, död 1969, var en schweizisk feminist.
Hon spelade en framträdande roll i kampanjen för införandet av rösträtt för kvinnor i Schweiz, och var ordförande för Bund Schweizerischer Frauenvereine 1944-1949. 